# Natività di San Martino
La Natività di San Martino è un dipinto a olio su tavola (390x235 cm) di Domenico Beccafumi, databile al 1524 circa e conservato nella chiesa di San Martino di Siena. 

## Storia
La committente dell'opera fu Anastasia Marsili per la sua sepoltura: essendo morta nel 1524 l'inizio della realizzazione viene di solito riferito a un periodo immediatamente precedente. Collocata ancora sul suo altare, incorniciata da un ricco altare del Marrina, è citata dal Vasari e dal Della Valle (che ne ricordò un bozzetto in casa Magnoni). Ne esiste un disegno preparatorio nel Gabinetto dei Disegni e delle Stampe agli Uffizi.

## Descrizione e stile
Composizione grandiosa e solenne, si ispira innanzitutto alla magniloquenza dei lavori tosco-romani di Raffaello, ma anche opere senesi. Il grande arco di trionfo che fa da scenografia (in rovina, a simboleggiare il tramonto del paganesimo) cita la Natività di San Domenico di Francesco di Giorgio, mentre lo straordinario coro angelico che fa un girotondo nella parte superiore è uno sviluppo scenografico delle idee della Madonna del Baldacchino di Raffaello. 
Al centro Maria scosta un velo rivelando il proprio figlio, adorato da san Giuseppe, da angeli e da pastori che si stanno avvicinando in ondate successive. La capannuccia, come già accennato, è un traliccio di assi poggiante su un arco antico in rovina, che ricorda l'arco di Costantino e dimostra la conoscenza dei monumenti romani da parte dell'artista. In alto una gloria d'angeli incorona la discesa della colomba dello Spirito Santo, in uno sfolgorio luminoso. Ai lati due brani di paesaggio mostrano l'influsso di Leonardo da Vinci.
Ciò che stupisce particolarmente nella pala è l'estrema duttilità del colore, i fini trapassi cromatici che generano effetti cangianti di grande originalità, e la complessa impaginazione luminosa, con la visione paradisiaca sapientemente incorniciata dalle travi e dall'attico dell'arco in controluce, in modo da farne risaltare al massimo l'impatto.
È stata notata la possibilità che il primo pastore, raffigurato a sinistra, sia un suo autoritratto.

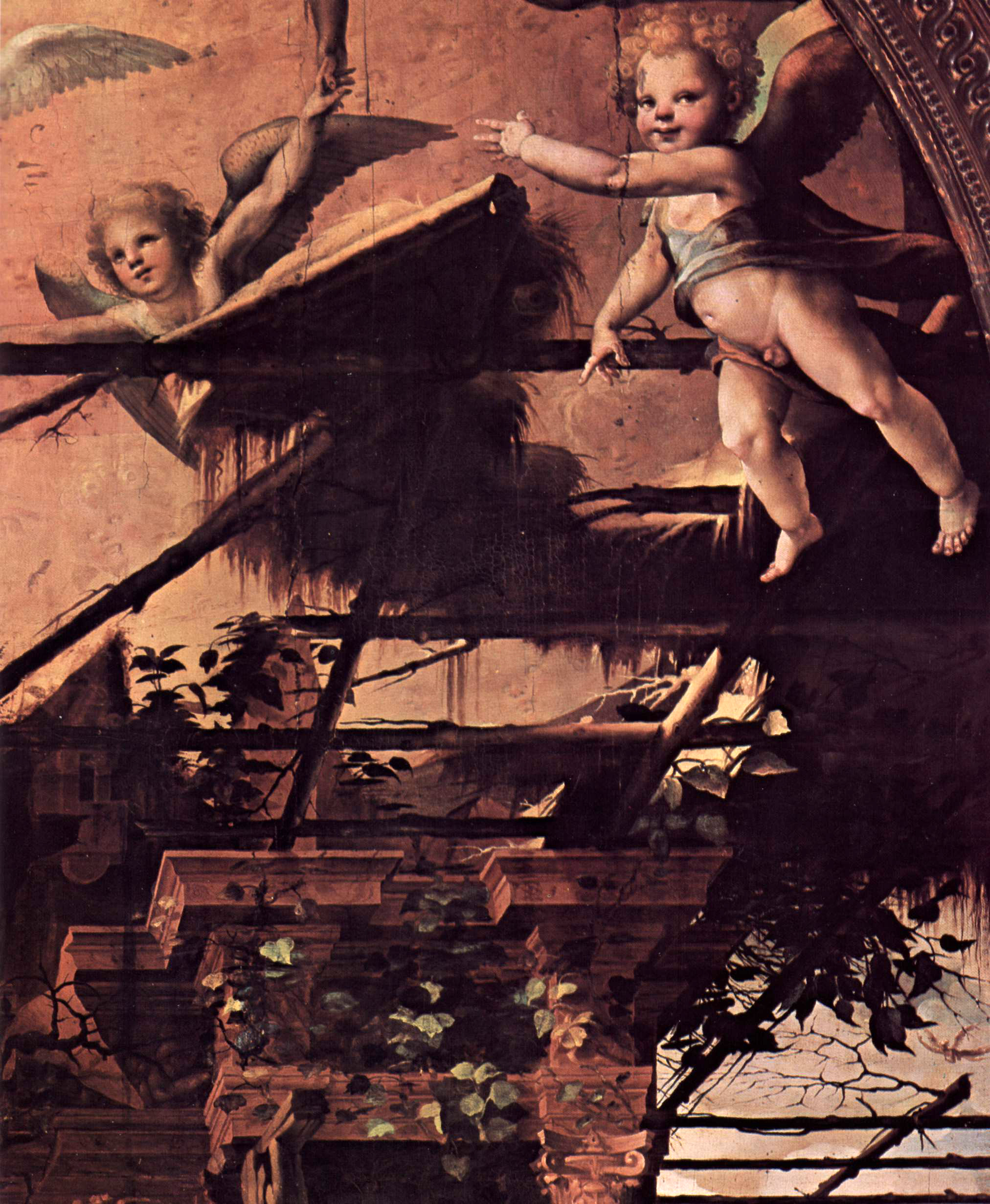
Dettaglio